# Ana Makuc
Ana Makuc, slovenska prevajalka, aktivistka in pesnica, * 1982.
Diplomirala je iz primerjalne književnosti in literarne teorije in angleškega jezika in književnosti na Filozofski fakulteti v Ljubljani. Doktorirala je iz ženskih študij in študij spolov na Univerzi v Lancastru v Veliki Britaniji.

## Zbirke in nagrade
- 2016 Veronikina nagrada za pesniško zbirko Ljubica Rolanda Barthesa (2015)[2]
- Švercam lubenice (2024)